# Виньо, Николя де
Николя де Виньо (фр. Nicolas de Vignau) — французский путешественник-исследователь, компаньон С. де Шамплена в его экспедиции в Новую Францию. Последний писал о Виньо: «[Это был] самый бесстыжий лжец, которого я знал за столь долгое время».

## Биография
В 1611 году Виньо добровольно вызвался жить вместе с племенем алгонкинов, чтобы изучить их язык и обычаи. Он сопровождал племя в путешествии на север на остров Алюметт, en:Allumette Island, и стал, таким образом, вторым европейцев, прошедшим вверх по реке Оттава.
Виньо провёл зиму на острове Алюметт вместе с племенем кичесипирини (en:Kichesipirini) из группы алгонкинов во главе с одноглазым вождём по имени en:Tessouat. Всякий, кто хотел спуститься вниз по реке, был вынужден, из-за наличия порогов с обеих сторон острова, идти волоком по территории Тессуата, что обеспечивало его племени доход от дани за проход и от торговли мехами. Весной 1612 года Виньо сплавился по реке до Монреаля и сел на парусный корабль до Франции. Там он хвастался, будто открыл Северо-Западный проход. Виньо поклялся, что у истоков реки Оттава он нашёл большое озеро, перейдя через которое, он обнаружил реку, что текла далее на север, которая привела его на берег моря. Там он якобы видел обломки британского судна, чья команда в количестве 80 человек бежала на берег и была убита аборигенами. По его словам, море находилось всего в 17 днях хода от Монреаля на каноэ.
Шамплен потребовал от Виньо подписать формальное заявление об этом открытии в присутствии двух нотариусов. Тот согласился сопровождать Шамплена в его путешествии вверх по реке Оттава следующей весной, чтобы исследовать правдивость этих утверждений. В 1613 году они достигли острова Алюметт, где Шамплен спросил вождя Тессуата, может ли тот предоставить проводника, чтобы сопроводить их к истокам реки. Когда Тессуат объяснил, что их ждут опасности от колдунов и агрессивных племён, проживавших далее на севере, Шамплен сослался на Виньо, который якобы уже бывал в тех землях. Тессуат разоблачил Виньо как лжеца и хвастуна, и последний был вынужден сознаться.
Хотя Виньо и не открыл Северо-западный проход, он, возможно, говорил с некоторыми аборигенами, которые могли добираться до Гудзонова залива. Возможно, рассказ о потерпевшем кораблекрушение британском судне был правдой: Генри Хадсон плавал в 1611 году в Гудзоновом заливе, где из-за мятежа команды судно осталось дрейфовать.